# Pahang (Datuk Bandar)
Pahang is een bestuurslaag in het regentschap Tanjung Balai van de provincie Noord-Sumatra, Indonesië. Pahang telt 5830 inwoners (volkstelling 2010).